# Albert Lasker
Albert Davis Lasker (1 de mayo de 1880 - 30 de mayo de 1952) fue un empresario estadounidense de origen judío alemán que desempeñó un papel importante en la configuración de la publicidad moderna. Se crio en Galveston, Texas, donde su padre era presidente de varios bancos. Al mudarse a Chicago, se convirtió en socio de la firma de publicidad de Lord & Thomas. Creó y produjo muchas campañas publicitarias exitosas. Hizo un nuevo uso de la radio, cambiando la cultura popular y apelando a la psicología de los consumidores. Republicano, diseñó nuevas formas de anunciar campañas electorales, especialmente la campaña de Warren Harding de 1920, y se convirtió en un filántropo.

## Primeros años y carrera
Lasker nació el 1 de mayo de 1880 en Friburgo, Alemania, hijo de Nettie Heidenheimer Davis y Morris Lasker. Su familia era judía. Morris había emigrado de Prusia en 1840, mientras que la madre de Lasker era ciudadana estadounidense. Vivían en Galveston, Texas, pero Morris había trasladado a Nettie a Alemania durante su embarazo para una mejor atención médica. La familia regresó a Galveston en seis meses, y Lasker pasó el resto de su infancia en Texas.
Lasker comenzó a trabajar como un reportero en periódicos cuando todavía era un adolescente. Asistió a la exitosa campaña congresional del Republicano Robert Hawley en 1896. Aunque la política de Texas había estado dominada por el Partido Demócrata desde poco después de la Reconstrucción, en esta elección, muchos votantes se dividieron entre los demócratas y el Partido del Pueblo, y Hawley ganó con menos del 50% de los votos. 
En 1898, su padre, que desaprobaba el periodismo, persuadió a Lasker para que se mudara a Chicago para probar un puesto publicitario en Lord & Thomas. Después de trabajar durante un año como empleado de oficina, uno de los vendedores de la agencia se fue y Lasker adquirió su territorio. Durante este tiempo, Lasker creó su primera campaña. Contrató a un amigo, Eugene Katz, para escribir el copy de una serie de anuncios de Wilson Ear Drum Company. Presentaron una fotografía de un hombre ahuecando su oreja. George Wilson, presidente de la compañía Ear Drum, adoptó los anuncios y sus ventas aumentaron. 

## CEO Lord & Thomas
Cuando Lord se retiró en 1903, Lasker compró su parte y se convirtió en socio. Compró la empresa en 1912 a la edad de 32 años.[cita requerida]
Chicago, junto con Nueva York, era el centro de la industria publicitaria de la nación. Lasker, conocido como "el padre de la publicidad moderna", convirtió a Chicago en su base entre 1898 y 1942. Como jefe de la agencia Lord y Thomas, Lasker ideó una técnica de redacción que apelaba directamente a la psicología del consumidor. Las mujeres rara vez fumaban cigarrillos; les dijo que, si fumaban Lucky Strike, podrían mantenerse delgadas. El uso de la radio por parte de Lasker, particularmente con sus campañas para el jabón Palmolive, la pasta de dientes Pepsodent, los productos Kotex y los cigarrillos Lucky Strike, no solo revolucionó la industria publicitaria, sino que también cambió significativamente la cultura popular.

### Comercialización impresa
Lasker tenía una mente inquisitiva sobre qué era la publicidad y cómo funcionaba. En 1904 conoció a John E. Kennedy, un ex policía montado canadiense que había ingresado a la publicidad. Lasker creía que la publicidad era noticia, pero Kennedy dijo: "[N]ews es una técnica de presentación, pero la publicidad es una cosa muy simple. Puedo dárselo en tres palabras, es 'ventas impresas'".
La pareja usó este concepto con 1900 Washer Co. (más tarde Whirlpool). Su campaña tuvo tanto éxito que, en los cuatro meses posteriores a la publicación del primer anuncio, atrajeron clientes adicionales y su "gasto publicitario" pasó de $15.000 al año a $30.000 al mes. En seis meses, su empresa era una de las tres o cuatro agencias de publicidad más grandes de la nación.
En 1908, Lasker reclutó a Claude C. Hopkins para la firma, específicamente para trabajar en la cuenta de Van Camp Packaging Company (Van Camp's). La relación duró 17 años. Lasker ayudó a crear el enamoramiento de Estados Unidos con el jugo de naranja. Lord & Thomas adquirió la cuenta Sunkist Growers, Incorporated en 1908, cuando Lasker tenía 28 años. La industria de los cítricos estaba deprimida, y los productores de California estaban produciendo tantas naranjas que cortaban árboles para limitar el suministro. Lasker creó campañas que no solo alentaron a los consumidores a comer naranjas, sino también a beber jugo de naranja. Pudo aumentar el consumo lo suficiente como para que los productores dejaran de cortar sus arboledas.
Entre las contribuciones pioneras de Lasker estuvo la introducción, en las escuelas públicas, de cursos con expliczciones a las jóvenes sobre la pubertad y la menstruación (hechas para promover los tampones Kotex). También se le acredita como el creador del género serial televisivo, y el uso de la radio y la televisión como medios impulsados por la publicidad.

## Intereses empresariales
Lasker fue uno de los primeros dueños del equipo de béisbol Chicago Cubs. Adquirió un interés en el equipo en 1916 y pronto compró el control mayoritario. Él originó el Plan Lasker, un informe que recomendó reformar la autoridad de gobierno del béisbol. Esto llevó a la creación de la oficina del Comisionado de Béisbol. Lasker, junto con su socio comercial Charles Weeghman, tienen el mérito de trasladar a los Cubs a la sede actual del club, Wrigley Field. En 1925, vendió el equipo a uno de sus socios menores, William Wrigley Jr.
Lasker se convirtió en el segundo mayor accionista de la compañía Pepsodent, que se había convertido en cliente de L&T en 1916. Fue vendido a Lever Brothers en 1944. 
Después de desarrollar una finca privada, Mill Road Farm, en Lake Forest, Illinois, Lasker hizo construir un campo de golf. La National Golf Review en 1939 calificó al campo de golf Lasker como el número 23 en su lista de "Los 100 mejores campos del mundo". Después de la Gran Depresión, Lasker donó toda la propiedad a la Universidad de Chicago.

## Política
Lasker continuó activo en el Partido Republicano, y le mostró cómo usar técnicas modernas de publicidad para vender a sus candidatos. Fue un asesor clave en la campaña Harding de 1920, que resultó en uno de los deslizamientos de tierra más grandes de la historia, ya que Warren G. Harding solicitó votos en noticiarios, vallas publicitarias y anuncios en periódicos y dirigió publicidad a mujeres que recientemente habían logrado el derecho a votar.
El 9 de junio de 1921, el Senado de los Estados Unidos confirmó el nombramiento del presidente Harding de Lasker como presidente de la Junta de Transporte de los Estados Unidos. Lasker aceptó el trabajo con la condición de que no serviría más de dos años. En ese momento, él era solo el tercer hombre de ascendencia judía que había sido nombrado para un puesto tan alto en el gobierno federal. Lasker heredó un gran desastre, con más de 2.300 barcos bajo el control de la Junta de envíos que pierden dinero todos los días. Una cuarta parte de la flota tenía casco de madera, y para entonces ya era obsoleta. Se deshizo de barcos inútiles a un precio promedio de $30 por tonelada, y recibió críticas del Congreso por "tirar nuestros barcos". 
Sus logros incluyeron el reacondicionamiento del SS Leviathan para el servicio de pasajeros, así como servicios telefónicos de origen a puerto. Lasker, que no tenía experiencia previa en el negocio de envío antes de su nombramiento, fiel a su palabra, terminó su servicio en el cargo el 1 de julio de 1923.

## Últimos años y muerte

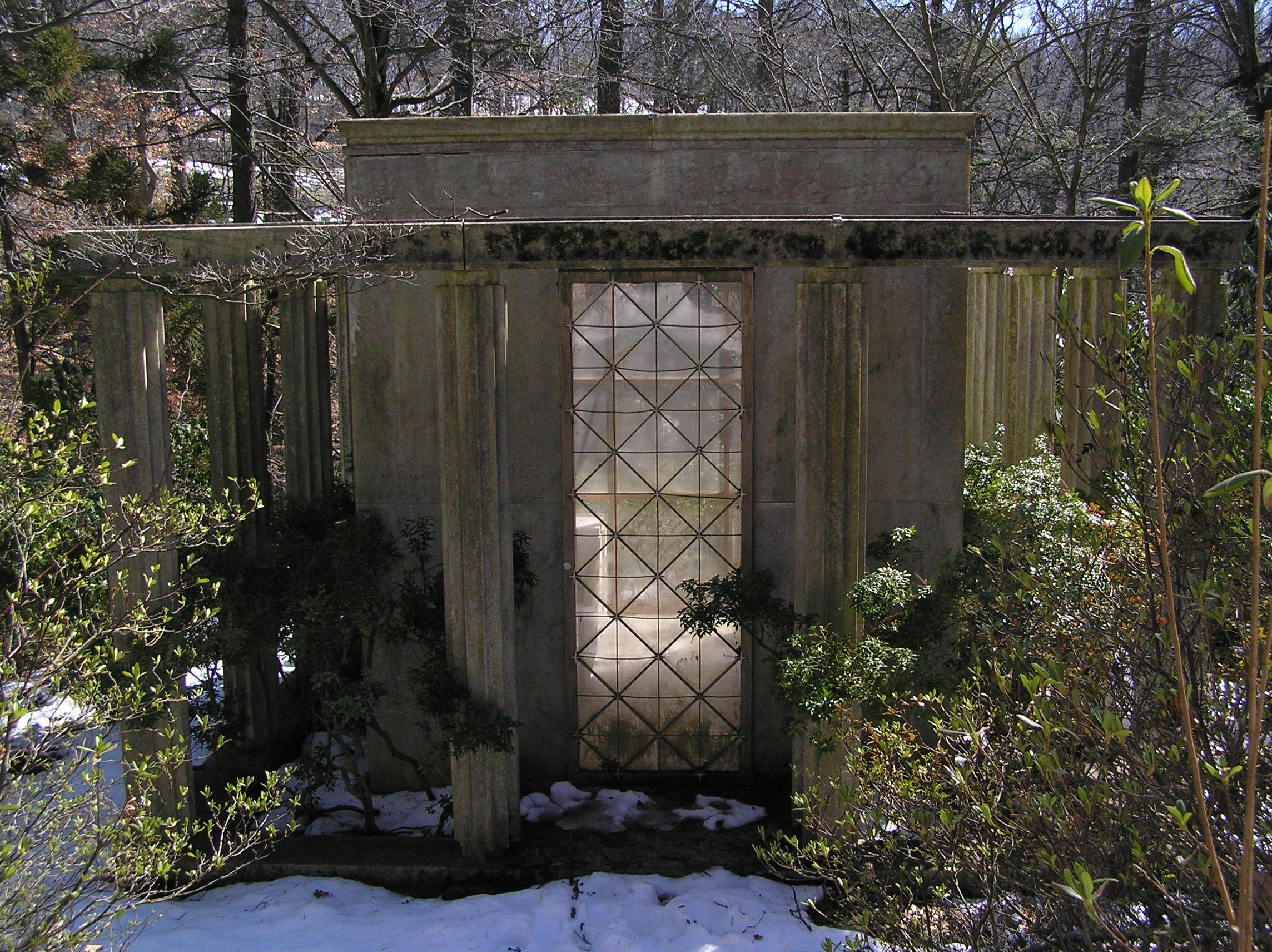
El mausoleo de Albert Lasker.

Después de 30 años como director ejecutivo, Lasker vendió la firma a tres ejecutivos senior. Se convirtió en Foote, Cone & Belding en 1942. 

### Familia y vida privada
Lasker se casó tres veces. En 1902, se casó con Flora Warner. La pareja tuvo tres hijos antes de la muerte de ella en 1934: Mary Lasker Block (nacida en 1904). Edward Lasker (nacido en 1912) y Frances Lasker Brody (nacido en 1916). En 1938, se casó con la actriz Doris Kenyon, pero el matrimonio terminó en divorcio un año después. Lasker, y especialmente su tercera esposa Mary Lasker (casados en 1940), eran filántropos prominentes a nivel nacional. Contribuyeron a la promoción y expansión de los Institutos Nacionales de Salud, ayudando a que su presupuesto se expandiera de $2.4 millones en 1945 a $5.5 mil millones en 1985. Fundaron y otorgaron el Premio Lasker, que ha reconocido el trabajo de muchos científicos y líderes investigadores.
El 30 de mayo de 1952, Lasker murió en Nueva York a la edad de 72 años. Fue enterrado en un mausoleo privado en el cementerio de Sleepy Hollow en Sleepy Hollow, Nueva York.[cita requerida]

## Trastorno bipolar
El libro "The Man Who Sold America" afirma que Lasker tenía un trastorno bipolar II, que afectó su vida personal y laboral. Lasker operaba a un alto nivel de energía. Con frecuencia era expansivo, irritable, altamente verbal, intensamente creativo e insomne, todos síntomas de una condición que hoy se llamaría hipomanía. Nunca ascendió al nivel de manía que generalmente se asocia con la depresión maníaca (hoy trastorno bipolar I), aunque a veces se comportó de manera errática, especialmente bajo la influencia del alcohol. Lo más probable es que fuera afectado por un trastorno bipolar II. Investigaciones recientes sugieren que existe un mayor riesgo de trastorno bipolar II entre las personas cuyos familiares sufren el trastorno. Eduard Lasker, el tío de Albert, parece haber tenido episodios depresivos. Morris también puede haber experimentado depresiones: sus asuntos financieros en la montaña rusa pueden haber tenido su raíz, en parte, en algún tipo de enfermedad afectiva. Finalmente, el diagnóstico está respaldado por la edad de Lasker cuando la aparente dolencia lo alcanzó. El trastorno bipolar I, el estado afectivo que se acompaña de un exceso maníaco salvaje, generalmente se manifiesta por primera vez en la adolescencia, mientras que la forma más sutil e hipomaníaca de la enfermedad a menudo permanece enmascarada hasta mediados o finales de los años veinte. Lasker fue herido a los veintisiete años.

## Legado y honores
- Albert Lasker fue votado para el Salón de la Fama de los Negocios Nacionales Estadounidenses.
- Utilizó su gran riqueza para crear y financiar la Fundación Lasker[20] para apoyar causas filantrópicas, particularmente en el área de investigación médica.
- Los premios Lasker son nombrados por él; ochenta premiados Lasker han recibido un Premio Nobel.[21]